# Hi Orionidi
Hi Orionidi (χ Orionidi) so meteorji iz šibkega meteorskega roja.

Radiant Hi Orionidov je v ozvezdju Oriona (Ori) (Orion), severno od zvezde χ Orionis. Hi Orionidi se pojavljajo od 25. novembra do 31. decembra, svoj vrhunec pa dosežejo 2. decembra. Hi Orionide delijo tudi na dva ločena roja: južni in severni Hi Orionidi.

## Opazovanje
Meteorski roj je izredno šibek. Meteorji so relativno počasni in svetli.
Meteorski roj Hi Orionidov  moramo razlikovati od močnega roja Orionodov, ki imajo svoj vrhunec 21. oktobra